# Giovanni Maria Nosseni
Giovanni Maria Nosseni (Lugano, 1º maggio 1544 – Dresda, 20 settembre 1620) è stato un architetto, scultore e scrittore svizzero, che ebbe un ruolo importante nella diffusione del manierismo italiano in Sassonia.

## Biografia

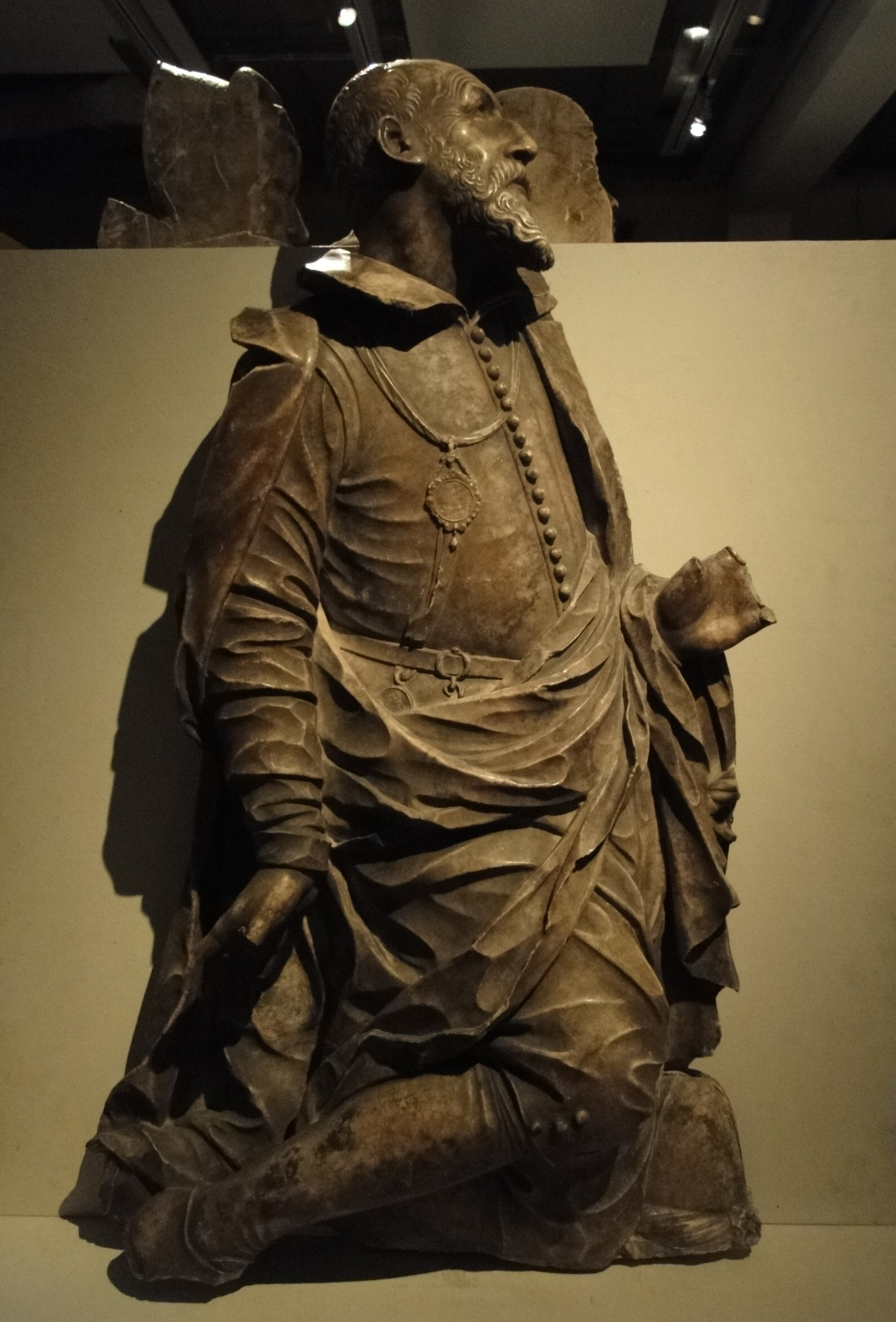
La raffigurazione di Nosseni nel suo monumento funebre ultimato nel 1616

Giovanni Maria Nosseni nacque a Lugano il 1º maggio 1544, figlio di Bernardino Zamelino e di Lucia Verda.
Nel 1573 andò a Venezia per uno studio formativo, dove ricevette l'influenza di Jacopo Sansovino, e successivamente visitò Firenze, dove incontrò il collezionista d'arte conte J. A. von Sprintzenstein, che lo raccomandò e lo mise a contatto con la corte di Sassonia a Dresda.
Nel gennaio del 1575 si trasferì a Dresda, dove realizzò la maggior parte dei suoi lavori, anche se pochi sono sopravvissuti.
Iniziò a lavorare nel settore dell'arredamento e della decorazione, dopo di che si dedicò all'architettura,
dirigendo l'esecuzione delle parti plastiche dei suoi progetti.
Nel 1588 a Freiberg in Sassonia, guidò i lavori per la decorazione del coro trasformato in cripta sepolcrale dei principi elettori di Sassonia nel duomo di Santa Maria, da lui disegnata.L'opera, a cui collaborò Carlo de Cesare, venne ultimata nel luglio del 1593.
Nosseni nel 1588 incominciò la costruzione di una villa principesca a Dresda (dove sorge attualmente il Belvedere), ultimata solamente dopo la sua morte (1650) e distrutta  successivamente nel 1747.
Nel 1608 Nosseni ricevette l'incarico per il mausoleo del principe Ernesto von Schaumburg-Holstein, che fu concluso da altri architetti dopo il suo allontanamento dalla guida del progetto nel 1613.
Nosseni inoltre si dedicò a numerosi progetti per mobili di alabastro ed ebano, altari, tornei, mascherate, cerimonie, decorazioni anche per altre corti europee.
Le sculture da lui eseguite per il castello di Frederiksborg in Danimarca e la famosa statua lignea di Nabucodonosor (1612) per la corte di Praga non sono più rintracciabili, così come il Lusthaus di Dresda (1591).
Nel 1602 pubblicò una raccolta di sonetti in onore della casa di Sassonia.
Nosseni morì a Dresda il 20 settembre 1620.

## Opere
- Cripta sepolcrale dei principi elettori di Sassonia nel duomo di Santa Maria, Freiberg (1588-1593);
- Villa principesca, Dresda (1588-1650);
- Lusthaus, Dresda (1591);
- Mausoleo del principe Ernesto von Schaumburg-Holstein, Stadthagen (1608-1613);
- Sculture per il castello di Frederiksborg;
- Statua lignea di Nabucodonosor, Praga (1612).